# Arrondissement de Norden

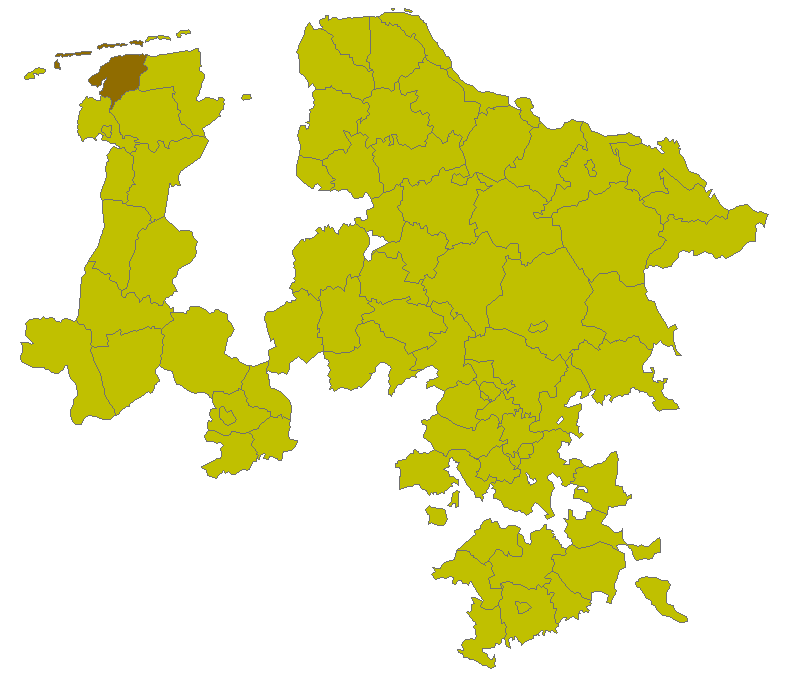
Localisation de l'arrondissement de Norden dans la province de Hanovre (1905)

L'arrondissement de Norden est un arrondissement du nord-ouest de la Basse-Saxe. Il fait désormais partie de l'arrondissement d'Aurich.

## Géographie

### Îles
Les îles de la Frise-Orientale de Memmert, Juist, Norderney et Baltrum appartiennent à l'arrondissement de Norden.

### Arrondissements voisins
Au début de 1977, l'arrondissement borde dans le sens des aiguilles d'une montre depuis l'est les arrondissements de Wittmund et d'Aurich et la ville indépendante d'Emden.

## Histoire
Après l'annexion du royaume de Hanovre en 1867 par la Prusse, l'arrondissement de Norden est formé dans la province de Hanovre en 1885 à partir du bureau de Norden (de) et de la ville de Norden. Il est agrandi en 1932 pour inclure des parties de l'arrondissement d'Emden, qui a été dissous à l'époque.
Les villes de Norden (siège de l'arrondissement) et Norderney ainsi que les communes (insulaires) de Juist et Baltrum font partie initialement de l'arrondissement de Norden. L'arrondissement comprend également les zones des communes actuelles de Brookmerland, Hage, Großheide et Dornum. Ces communes forment le Norderland (de) historique. Lorsque l'arrondissement d'Emden est dissous en 1932, les zones des communes actuelles de Hinte et Krummhörn ainsi que les communes de Larrelt, Harsweg, Logumer Vorwerk, Twixlum, Uphusen et Wybelsum sont ajoutées. Dès 1945, les communes de Larrelt et Harsweg sont transférées de l'arrondissement de Norden à la ville d'Emden, et en 1946 également la commune d'Uphusen.
Au cours de la réforme communale en Basse-Saxe en 1972, Twixlum, Wybelsum et Logumer Vorwerk sont également intégrés à Emden, mais les communes de Roggenstede, Westeraccum, Westeraccumersiel et Westerbur, sont transférées de l'arrondissement de Wittmund à l'arrondissement de Norden. Les lieux mentionnés sont incorporés dans les communes de Dornum et Dornumersiel. Dans l'ensemble, le nombre de communes de l'arrondissement passe de 70 en 1971 à 21 à la suite de la réforme communale.
Le 1er août 1977, l'arrondissement de Norden est incorporé à l'arrondissement d'Aurich. Norden perd son siège d'arrondissement en conséquence. Aujourd'hui, seules certaines parties de l'administration de l'arrondissement d'Aurich se trouvent à Norden, y compris les branches du département de la santé, le bureau de la protection de la jeunesse et le bureau de la protection sociale.
L'arrondissement de Norden était relativement prospère, grâce à certaines industries de la ville de Norden, comme la société d'alcool Doornkaat (de), et au fait qu'il s'agit d'un marais très fertile avec de bons rendements agricoles. Cependant, l'agriculture n'emploie aujourd'hui qu'un nombre beaucoup plus restreint de personnes et certaines entreprises du Nord n'existent plus. Doornkaat, par exemple, est produit à Haselünne dans le Pays de l'Ems depuis qu'il a été repris par le fabricant de spiritueux Berentzen (de). Ainsi, la zone de l'ancien arrondissement de Norden est aujourd'hui considérée comme structurellement faible avec un taux de chômage supérieur à la moyenne.

## Évolution de la démographie
L'arrondissement est considérablement agrandi en 1932 grâce à l'incorporation d'une grande partie de l'arrondissement d'Emden
| Année | Habitants | Source |
| ----- | --------- | ------ |
| 1890  | 33 002    | [ 3 ]  |
| 1900  | 35 333    | [ 3 ]  |
| 1910  | 36 600    | [ 3 ]  |
| 1925  | 40 527    | [ 3 ]  |
|       |           |        |
| 1939  | 62 226    | [ 3 ]  |
| 1950  | 83 060    | [ 3 ]  |
| 1960  | 75 000    | [ 3 ]  |
| 1970  | 82 900    | [ 4 ]  |
| 1977  | 86 500    | [ 5 ]  |

## Administrateurs de l'arrondissement
- 1869–1879: Theodor Meyer (de)
- 1879–1882: Friedrich Tilemann (de)[3]
- 1884–1885: Adolf von Buschmann[3]
- 1885–1891: Georg von Borries junior[3]
- 1891–1894: Karl Schulze-Pelkum (de)
- 1894–1899: Hermann Friedrich Bayer[6]
- 1899–1919: Waldemar von Lilienthal (de)[6]
- 1920–1921: ?
- 1921–1941: Ludwig Schede (de)[3]
- 1941–1942: Ulrich Hühn[3]
- 1943–1945: Henry Picker (NSDAP)
- 1946–1949: Georg Peters (SPD)
- 1956–1964: Georg Peters (SPD)
- 1964–1972: Carl Ewen (de) (SPD)
- 1972–1976: Georg Peters (SPD)
- 1976–1977: Hinrich Swieter (de) (SPD)

## Communes
La liste suivante contient toutes les villes et communes qui appartiennent à l'arrondissement de Norden et toutes les incorporations,, :
| Commune             | incorporée à  | date d'incorporation |
| ------------------- | ------------- | -------------------- |
| Arle                | Großheide     | 1er juillet 1972     |
| Baltrum             |               |                      |
| Berum               | Hage          | 1er juillet 1972     |
| Berumbur            |               |                      |
| Berumerfehn         | Großheide     | 1er juillet 1972     |
| Blandorf-Wichte     | Hage          | 1er juillet 1972     |
| Campen              | Krummhörn     | 1er juillet 1972     |
| Canhusen            | Hinte         | 1er juillet 1972     |
| Canum               | Krummhörn     | 1er juillet 1972     |
| Cirkwehrum          | Hinte         | 1er juillet 1972     |
| Dornum              |               |                      |
| Dornumergrode       | Dornumersiel  | 1er juillet 1972     |
| Dornumersiel        |               |                      |
| Eilsum              | Krummhörn     | 1er juillet 1972     |
| Freepsum            | Krummhörn     | 1er juillet 1972     |
| Greetsiel, Flecken  | Krummhörn     | 1er juillet 1972     |
| Grimersum           | Krummhörn     | 1er juillet 1972     |
| Groothusen          | Krummhörn     | 1er juillet 1972     |
| Groß Midlum         | Hinte         | 1er juillet 1972     |
| Großheide           |               |                      |
| Hage, Flecken       |               |                      |
| Hagermarsch         |               |                      |
| Halbemond           |               |                      |
| Hamswehrum          | Krummhörn     | 1er juillet 1972     |
| Harsweg             | Emden         | 1er octobre 1945     |
| Hinte               |               |                      |
| Jennelt             | Krummhörn     | 1er juillet 1972     |
| Juist               |               |                      |
| Junkersrott         | Hagermarsch   | 1er juillet 1972     |
| Krummhörn           |               |                      |
| Larrelt             | Emden         | 1er octobre 1945     |
| Leezdorf            |               |                      |
| Leybuchtpolder      | Norden        | 1er juillet 1972     |
| Lintelermarsch      | Norden        | 1er juillet 1972     |
| Logumer Vorwerk     | Emden         | 1er juillet 1972     |
| Loppersum           | Hinte         | 1er juillet 1972     |
| Loquard             | Krummhörn     | 1er juillet 1972     |
| Lütetsburg          |               |                      |
| Manslagt            | Krummhörn     | 1er juillet 1972     |
| Marienhafe, Flecken |               |                      |
| Menstede-Coldinne   | Großheide     | 1er juillet 1972     |
| Nesse               |               |                      |
| Neßmersiel          | Nesse         | 1er juillet 1972     |
| Neuwesteel          | Norden        | 1er juillet 1972     |
| Norden, ville       |               |                      |
| Norderney, ville    |               |                      |
| Osteel              |               |                      |
| Osterhusen          | Hinte         | 1er juillet 1972     |
| Ostermarsch         | Norden        | 1er juillet 1972     |
| Pewsum, Flecken     | Krummhörn     | 1er juillet 1972     |
| Pilsum              | Krummhörn     | 1er juillet 1972     |
| Rechtsupweg         |               |                      |
| Rysum               | Krummhörn     | 1er juillet 1972     |
| Sandbauerschaft     | Norden        | 1919                 |
| Schwittersum        | Dornum        | 1er juillet 1972     |
| Siegelsum           | Upgant-Schott | 1er juillet 1972     |
| Süderneuland I      | Norden        | 1er juillet 1972     |
| Süderneuland II     | Norden        | 1er juillet 1972     |
| Süderpolder         | Neuwesteel    | 1er octobre 1939     |
| Suurhusen           | Hinte         | 1er juillet 1972     |
| Tjüche              | Marienhafe    | 1er juillet 1972     |
| Twixlum             | Emden         | 1er juillet 1972     |
| Upgant-Schott       |               |                      |
| Uphusen             | Emden         | 1er avril 1946       |
| Upleward            | Krummhörn     | 1er juillet 1972     |
| Uttum               | Krummhörn     | 1er juillet 1972     |
| Visquard            | Krummhörn     | 1er juillet 1972     |
| Westdorf            | Nesse         | 1er juillet 1972     |
| Westerende          | Großheide     | 1er juillet 1972     |
| Westerhusen         | Hinte         | 1er juillet 1972     |
| Westermarsch I      | Norden        | 1er juillet 1972     |
| Westermarsch II     | Norden        | 1er juillet 1972     |
| Wirdum              |               |                      |
| Woltzeten           | Krummhörn     | 1er juillet 1972     |
| Woquard             | Krummhörn     | 1er juillet 1972     |
| Wybelsum            | Emden         | 1er juillet 1972     |

## Plaque d'immatriculation
Le 1er juillet 1956, lors de l'introduction des plaques d'immatriculation encore en vigueur aujourd'hui, le signe distinctif NOR est attribué à l'arrondissement. Il est émis jusqu'au 4 avril 1978. Depuis le 15 novembre 2012, il est disponible dans l'arrondissement d'Aurich à la suite de la libéralisation des plaques d'immatriculation.